# Instrument de metall

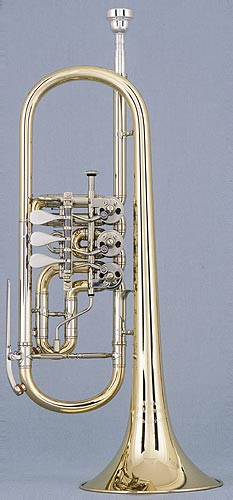
Una trompeta de vàlvules giratòries, un instrument típic de metall

Un instrument de metall és un instrument musical de vent amb una embocadura de broquet. Així, doncs, malgrat la denominació, el material amb què es construeixen no és el més adequat per distingir-lo. La flauta travessera o el saxòfon, malgrat que estan construïts amb metall, no tenen embocadura de broquet i per això són considerats instruments de fusta. Per la seva banda, una banya emprada com a instrument de vent o una corneta del segle xvii que es construïa en fusta, es consideren instruments de metall per raó de la seva embocadura. Els diferents sons s'obtenen per la combinació de les diferents pressions que els llavis fan en vibrar dins del broquet i -en els instruments moderns, a partir del segle xvi, d'algun mecanisme que permet modificar la llargada total del tub. Aquestes mecanismes han estat, essencialment, tres:
- Forats practicats en el tub, a la manera dels instruments de vent de fusta com en el cas de la corneta renaixentista i barroca.[6]
- Una colissa lliscant, com en el cas dels sacabutxos[7] i del trombó de colissa.[8]
- Vàlvules,[9] normalment tres, que tant poden ser giratòries com -majoritàriament- de pistons.[10][11]

La progressiva incorporació d'aquests mecanismes als instruments d'aquest grup va permetre ampliar enormement les seves possibilitats, especialment permetre que fossin completament cromàtics, i ampliar la seva tessitura.

## Tipologies

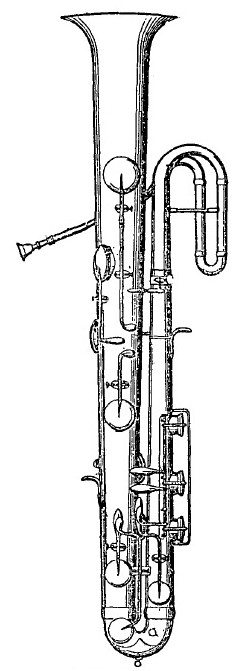
Dibuix que representa un figle; es poden veure les claus que tapen els forats

Segons la manera que tenen de fer les diferents notes, es classifiquen en:
Sense cap mecanisme per variar la llargada del tub:
- Trompa de caça
- Olifant
- Cargol de mar
- Corneta
- Cornetí
- Anafil

Amb forats sobre el tub, a vegades amb claus per a fer més fàcil tapar-los i destapar-los.
- Corneta
- Serpentó
- Figle

Amb una part del tub mòbil, és a dir, amb una colissa lliscant:
- trombó de colissa

Amb vàlvules giratòries:
- Trompeta (en alguns àmbits)
- trompa

Amb vàlvules de pistons:
- Tuba
- Trombó de pistons
- Trompeta
- Bombardí
- Fiscorn
- Helicó
- Saxhorn

## Funcionament

Funcionament d'un pistó de trompeta.

El so es produeix gràcies a la vibració dels llavis de l'intèrpret a la part denominada filtre a partir de la columna de l'aire (flux de l'aire). La posició dels llavis és fonamental a l'hora d'executar una nota. Quan la columna d'aire travessa el tub, produeix una sèrie de notes anomenada sèrie d'harmònics naturals. Es poden obtenir altres notes utilitzant vàlvules, pistons o vares lliscants, depenent de la mena d'instrument. El so dels instruments de metall pot alterar-se introduint en la campana un mecanisme conegut com a sordina, aconseguint un timbre diferent.

## Generació del so
Pel fet que el músic en un instrument de vent-metall té el control directe sobre el vibrador principal (els llavis), aquests instruments poden explotar l'habilitat del músic per a seleccionar l'harmònic al qual el corrent d'aire de l'instrument vibra. Fent que l'instrument sigui almenys el doble de llarg que l'equivalent en instruments de vent de fusta i començant amb el segon harmònic, els músics poden aconseguir un rang de notes molt ampli simplement variant la tensió dels seus propis llavis.
Una diferència interessant entre els instruments de metall i de fusta és que els instruments de vent són no-direccionals. Això significa que el so produït es propaga en totes les direccions amb el mateix volum, aproximadament. Els instruments de metall, d'altra banda, són molt direccionals, amb la major quantitat del so produït viatjant directament des de la campana. Aquesta diferència fa que sigui significativament més difícil de gravar de manera precisa a un d'aquests instruments.

## Sordina
La sordina és una eina instrumental; aquest artefacte s'introdueix dins de la campana, servint per a canviar el so de l'instrument encara que també pot apagar-ne considerablement el volum. Depenent de l'instrument la grandària de la sordina varia segons la grandària de la campana.